# Cracking idrogenante
Il Cracking idrogenante, o cracking in presenza di idrogeno, o idrocracking, (in inglese hydrocracking, abbreviato in  HCC) è una variante di cracking catalitico, condotta, di solito, a pressioni e temperature medio-alte (dell'ordine dei 10 MPa e 300 °C) in presenza di idrogeno.
I suoi prodotti sono principalmente miscele di idrocarburi saturi la cui composizione dipende dalle condizioni del processo (temperatura, pressione, attività catalitica) e va da miscele ricche di etano e GPL fino alle iso-paraffine. 
Le condizioni in cui viene condotto il processo determinano l'innesco di reazioni di idrogenazione di alcheni e composti aromatici, con il pregio dell'ottenimento di carburanti a basso contenuto di aromatici, e di reazioni di idrodesolforazione e idrodeazotazione, che inducono bassi tenori di zolfo e azoto, grazie all'eliminazione, in composti gassosi, di tali contaminanti.

## Storia
Il Cracking idrogenante è nato in Germania tra le due guerre mondiali; il primo impianto fu costruito a Leuna nel 1927.
Divenne una realtà commerciale nel 1959 col nome di Isocracking grazie alla California Research Company, ora Chevron.
Negli anni '60 la Esso e la Union Oil Company misero a punto il processo Unicracking-JHC mentre la Universal Oil Products (UOP) mise a punto lo hydrocracking Lomax.
Dopo un periodo di bassa crescita negli anni '80, grazie alle proteste ambientaliste per i processi inquinanti adottati dalle raffinerie di petrolio negli anni '90 si riprese in maggior considerazione l'hydrocracking che rispettava in nuovi standard per il diesel ecologico, il jet fuel e la benzina a elevate prestazioni.
Le nuove tecnologie adottate tra la fine degli anni novanta e i primi anni del XXI secolo:
1. estensione dei processi di hydroprocessing dei distillati (ammodernamento o nuovi impianti);
2. hydrotreating del gasolio da vuoto (Vacuum Gas Oil), seguito da FCC con hydroprocessing ad alta pressione dei distillati per trattare gli oli di riciclo da FCC;
3. hydroprocessing dei distillati, più desolforazione della benzina da FCC;
4. hydroprocessing dei distillati in combinazione con mild hydrocracking(a monte dell'FCC) e FCC;
5. hydrocracking più FCC o hydrocracking con lubrificanti;
6. integrazione di hydrocracking e upgrading dei distillati, con o senza FCC;
7. hydrocracking dei residui in combinazione con l'hydroprocessing dei distillati;
8. hydrocracking dei residui in combinazione con hydrocracking del distillato per ottenere prodotti finiti;
9. desolforazione dei residui in combinazione con cracking catalitico a letto fluido dei residui (RFCC, Residue Fluid Catalytic Cracking).

## Prodotti
Cariche e prodotti tipici dell'Hydrocracking:
| Carica                   | Prodotti                                            |
| ------------------------ | --------------------------------------------------- |
| Naphta                   | Gas di petrolio liquefatto                          |
| Gasoli atmosferici       | Naphta, Jet fuel                                    |
| Oli di ciclo leggeri     | Naphta                                              |
| Gasoli leggeri di coking | Naphta, Jet fuel                                    |
| Gasoli da vuoto          | Naphta, Jet fuel, diesel                            |
| Gasoli da vuoto          | Carica FCC e unità di etilene e di oli lubrificanti |
| Gasoli pesanti di coking | Jet fuel, diesel, carica unità FCC                  |
| Gasoli di visbreaking    | Jet fuel, diesel, carica unità FCC                  |
| Olio deasfaltato         | Carica unità FCC, carica unità di oli lubrificanti  |
| Liquido da gas a liquido | Diesel, carica unità di oli lubrificanti            |
| Estratti aromatici       | Jet fuel, diesel                                    |

Qualità tipiche dei prodotti dell'Hydrocracking:
| Prodotto         | Caratteristiche |
| ---------------- | --- |
| Naphta leggera   | Alto contenuto di isopraffine e quindi alti numeri di ottano |
| Naphta pesante   | Alto contenuto di idrocarburi a un solo anello (nafteni) |
| jet fuel         | Alto punto di fumo, basso contenuto di aromatici, basso punto di congelamento |
| Diesel           | Alto numero di cetano, basso contenuto di aromatici e di zolfo, ottime proprietà di flusso freddo (punto di fusione, punto di intorbidamento, punto di incrostazione del filtro freddo (CFPP, Cold Filter Plugging Point)) |
| Prodotti pesanti | Contenuto di idrogeno molto alto, basso contenuto di zolfo, basso contenuto di azoto; ottime cariche per unità di FCC, di etilene o di impianti di hydrofinishing e di deparaffinizzazione di oli lubrificanti             |

## Catalizzatori
I migliori catalizzatori per l'hydrocracking sono quelli che, oltre a rompere e a riarrangiare le catene di atomi di carbonio, sono anche in grado di facilitare l'addizione di idrogeno agli alcheni ed ai composti aromatici che si formano durante il processo. 
Forme di Hydrocracking:
| Processo                                                           | Livello di conversione (%) | Prodotto primario | Destinazione del prodotto |
| ------------------------------------------------------------------ | -------------------------- | --- | --- |
| Mild hydrocracking                                                 | 10-35                      | carica FC | FCC |
| Hydrocracking di combustibili                                      | 40-100                     | - Carica FCC, - LPG, - Naphtha, - Jet fuel, - Diesel, - Carica per impianti di etilene, - Carica per impianti di oli lubrificanti | - FCC, - Prodotto finito, - Reforming catalitico, - Prodotto finito, - Prodotto finito, - Riscaldatori per pirolisi, - Unità di oli lubrificanti che abitualmente seguono tutto il percorso dell'hydroprocessing |
| Hydrocracking di residui                                           | 35-85                      | Olio combustibile a basso contenuto di zolfo, Carburante di sintesi                                                               | Prodotto finito, Condotte verso le raffinerie |
| Hydrocracking di residui integrato a hydrocracking di combustibili | 30-90                      | - Olio combustibile a basso contenuto di zolfo, - Carburante di sintesi, *Carica FCC, - Naphtha, - Diesel                         | - Prodotto finito per impianti di energia elettrica o altri utilizzatori, - Condotte verso le raffinerie, - FCC, - Reforming catalitico, - Prodotto finito                                                       |

## Processi
Sono 4 le fasi di processo di Hydrocracking:
1. sezione di reazione ad alta pressione;
2. sezione di separazione vapore-liquido a bassa pressione;
3. sezione di frazionamento del prodotto;
4. sezione di compressione dell'idrogeno di reintegro.

## Uso
L'hydrocracking fornisce principalmente carburanti per l'aviazione, benzine ad elevato numero di ottano e GPL, tutti a basso tenore di zolfo e di altri contaminanti. 
I processi più recenti (Prime-D, Prime-G e simili) sono adatti alla preparazione di gasolio a basso tenore di zolfo per uso nella trazione. Il sottoprodotto tipico dell'HCC è l'acido solfidrico H2S, che viene inviato all'ossidazione a zolfo negli impianti Claus.